# 권도엽
권도엽(權度燁, 1953년 8월 20일 ~ )은 대한민국의 제2대 국토해양부 장관을 역임한 공무원이다. 경상북도 의성군 출생이다.

## 학력
- 경기고등학교 졸업
- 서울대학교 토목공학과 졸업
- 서울대학교 행정대학원 수료
- 미국 시큐라스대학교 대학원(행정학과) 석사

## 경력
- 1978년 5월 : 제21회 행정고시 합격
- 1978년 5월 : 국세청 행정사무관
- 1992년 7월 : 대통령 비서실 서기관
- 1994년 8월 : 국토계획국 입지계획과 과장
- 1996년 4월 : 주택도시국 주택정책과 과장
- 1998년 3월 : 주택도시국 총무과 과장
- 건설교통부 도시건축심의관
- 건설교통부 주택국 국장
- 2000년 ~ 2003년 : 건설교통부 부이사관
- 2000년 8월 : 주중화인민공화국대사관 참사관
- 2003년 7월 ~ 2004년 : 건설교통부 국토정책국 국장
- 2005년 1월 : 건설교통부 차관보
- 2005년 6월 : 건설교통부 정책홍보관리실 실장
- 2007년 7월 : 한국도로공사 사장
- 2008년 3월 ~ 2010년 8월 : 국토해양부 제1차관
- 2010년 ~ : 한국공학한림원 건설환경공학분과 원로회원
- 2010년 ~ 2011년 : 서울대학교 행정대학원 초빙교수
- 2010년 12월 ~ 2011년 4월 : 법무법인 김&장 고문
- 2011년 6월 ~ 2013년 3월 : 국토해양부 장관[2]
- 2013년 ~ 2014년 : 해양과학기술원 자문위원
- 2013년 ~ 2015년 : 서울대학교 공과대학 초빙·객원교수
- 2014년 ~ 2018년 : 건설산업비전포럼 공동대표
- 2015년 ~ 2021년 : 안전생활실천시민연합 공동대표
- 2015년 ~ : 법무법인 김&장 고문
- 2015년 3월 20일 ~ 2021년 3월 26일 : CJ대한통운 사외이사 겸 감사위원회 위원
- CJ대한통운 사외이사 후보 추천 위원회 위원
- CJ대한통운 보상위원회 위원
- 2016년 3월 ~ 2019년 3월 : GS건설(주) 사외이사
- 2017년 ~ 2020년 : 포항공과대학교 석좌교수
- 2019년 3월 ~ : 한미글로벌 사외이사
  - 한미글로벌 이사회의장
- 2021년 3월 ~ 현재 : 사단법인 안전생활실천시민연합 명예대표
- 케이정책플랫폼 자문위원
- 2023년 5월 ~ : 재단법인 백선엽장군기념재단 자문위원 겸 백선엽장군기념사업회 이사
- 2023년 10월 ~ : 국토교통한울장학회 이사장

## 사건·사고 및 논란

### 국토해양부 장관 인사청문회

#### 부동산 투기 의혹
2011년 5월 18일 박기춘 민주당 의원은 권 내정자가 건설부 국토계획국 수도권정비과 사무관 재직 시절인 1987년 8월 주택조합에 가입한 뒤 1990년 서울 서초구 서초동 소재의 공무원 조합아파트(전용면적 84m2)를 분양받았으며 당시의 언론 기사 등을 분석한 결과, 분양가를 4231만원으로 추산했다. 권 내정자는 분양 받은 아파트를 1996년 2억5000만원 이상의 가격으로 처분한 뒤 경기 군포시 소재 아파트를 구입했고 현재 이 아파트의 실거래가는 4억9500만원에 달한다는 주장이다.

#### 가족 명의 부동산 펀드 투자
2011년 5월 22일 김진애 민주당 의원은 "권 내정자가 지난 2006년 12월 퇴직 이후 배우자와 중학생 딸을 포함한 자녀 3명의 명의로 부동산 투자 펀드 '맵스리얼티1' 주식 1만2000여 주(5827만 원)를 매입했다"며 "주택·부동산 정책을 주도한 고위공무원이 퇴직 후 자녀 명의까지 동원해 부동산 투자, 국토부 업무 관련 주식을 매입한 것은 공직자로서의 도덕성과 정당성을 상실한 것"이라고 비판했다.
이에 권 내정자는 "맵스리얼티1은 펀드상품으로서 예탁기관인 미래에셋증권에서 직접 운용한 것"이라며 "이 펀드를 매매하면서 약 29%의 손실이 발생했다"고 밝혔으며, 가족명의로 구입했던 진성티이씨, STX엔진 주식은 상장주식을 매입한 것으로서 현재 보유하고 있지 않다고 해명했다.

#### 김&장 전관예우 논란
2011년 5월 24일 강기정 민주당 의원은 동년 동월 17일 권 후보자가 "김앤장 재직 시절 김앤장이 수행한 특정 사건, 또는 자문 건에 일체 관여한바 없다"고 해명한 것에 대하여 "'항공기본법 등 총 10개 법률안에 대한 법적 지원 위탁 용역 김앤장 사업제안서' 자료를 분석한 결과, 이 제안서 14 페이지에는 김앤장이 행정부처의 다양한 직위, 부서에서 근무한 경력이 있는 고문 인력을 보유하고 있다고 밝히면서 '연구자 인적 사항 등'의 항목에 '국토해양부 관련' 유일한 자문위원으로 권도엽 후보자의 경력 및 학력을 자세히 열거하고 있으며, 이 제안서 10페이지 '위탁 사업의 수행체계와 업무수행 방법'에서는 '정책분야에 조예가 깊은 상임 고문을 자문위원으로 지정해 상시적인 자문 체계를 가동'한다고 적시하고 있다"며 "이는 사실상 권 후보자가 해명과 달리 김앤장에서 특정 연구 용역에 깊숙히 관여해 왔다는 것을 증명한다"고 주장했다.
권 후보자는 ‘장관직이 끝나면 다시 갈 용의가 있느냐’는 질문에 “그럴 계획이 없다”면서 “이번 기회가 국가와 사회에 봉사할 수 있는 마지막 기회로 안다”고 밝혔다.

#### 다운계약서 의혹
강기갑 민주노동당 의원은 “권 내정자가 주택거래 신고제 도입과 관련된 건교부 주택국장을 담당하던 2005년 경기도 분당의 빌라와 산본 아파트를 거래하면서 실거래가보다 낮은 기준시가로 신고한 다운계약서를 작성했다”며 “장관직을 수행할 자격이 없다”고 주장했다. 다운계약서를 작성해 취득세·양도세 등을 탈루했다는 의혹에 대하여 권 후보자는 “당시엔 몰랐고 사후에 보니 위법은 아니었다”고 버티다, 이학재 한나라당 의원이 “사과라도 할 수 있지 않으냐”고 추궁하자 “유감스럽다”고 물러섰다.